# (20120) Ryugatake
(20120) Ryugatake (1995 WB5) – planetoida z pasa głównego asteroid okrążająca Słońce w ciągu 4,28 lat w średniej odległości 2,63 j.a. Odkryta 24 listopada 1995 roku.